# Bertula rufibasis
Bertula rufibasis är en fjärilsart som beskrevs av George Francis Hampson. Bertula rufibasis ingår i släktet Bertula och familjen nattflyn. Inga underarter finns listade i Catalogue of Life.